# Heptabrachia subtilis
Heptabrachia subtilis är en ringmaskart som beskrevs av Ivanov 1957. Heptabrachia subtilis ingår i släktet Heptabrachia och familjen skäggmaskar. Inga underarter finns listade i Catalogue of Life.